# Kokomo Arnold
Kokomo Arnold (Lovejoy, 15 de fevereiro de 1901 – Chicago, 8 de novembro de 1968) foi um cantor e guitarrista norte-americano de Blues.

## Biografia
Nascido James Arnold em Lovejoys Station, Geórgia, Arnold recebeu seu apelido em 1934 após lançar Old Original Kokomo Blues pelo selo Decca; Era uma
regravação de um blues de Francis Blackwell sobre a marca de café "Kokomo". Arnold era canhoto, e seu estilo intenso de tocar o slide e sua forma de cantar o distinguia dos demais músicos.
Após aprender o básico da guitarra com seu primo John Wiggs, Arnold começou a tocar acompanhamentos no início da década de 1920 enquanto trabalhava em uma fazenda em Buffalo, Nova Iorque, e como metalúrgico em Pittsburgh. Em 1929 Arnold mudou-se para Chicago e começou um negócio de contrabando de bebidas, atividade que manteve apesar da proibição. Em 1930 Arnold mudou-se brevemente para o sul, e realizou suas primeiras gravações, Rainy Night Blues e Paddlin' Blues, usando o nome Gitfiddle Jim, para o selo Victor de Memphis (Tennessee), Tennessee. Ele retornou para seu negócio de contrabando em Chicago, mas foi forçado a viver de sua música quando a vigésima-primeira emenda à Constituição Norte-Americana acabou com a proibição de venda de bebidas alcoólicas em 1933.
Desde sua primeira gravação com a Decca em 10 de Setembro de 1934 até sua última gravação em
12 de Maio de 1938, Arnold gravou 88 faixas, 7 das quais permanecem perdidas. Junto com Peetie Wheatstram e Amos Eaton, ele foi uma figura central na cena blues de Chicago. Sua maior influência na música moderna ocorreu através de Robert Johnson, que transformou "Old Original Kokomo Blues" em "Sweet Home Chicago" e "Milk Cow Blues" em "Milkcow Calf's Blues". Ambas as músicas foram regravadas dezenas de vezes por diversos artistas, entre eles Elvis Presley, The Blues Brothers, Aerosmith e Eric Clapton.
Em 1938 Arnold deixou a carreira musical para trabalhar em uma fábrica em Chicago. Redescoberto em 1962, ele não mostrou entusiasmo para retomar sua carreira e aproveitar o interesse renovado no blues que surgira entre a audiência branca.
Arnold morreu vítima de um ataque cardíaco aos 67 anos, e foi enterrado em Alsip, Illinois.

## Discografia
- Kokomo Arnold (Saydisc Matchbox, 1969)
- Masters of the Blues, vol. 4 (Collector's Classics, 1970)
- Bad Luck Blues 1934–1938 (MCA, 1974)
- Master of the Bottleneck Guitar 1930–38 (Document, 1987)
- Down and Out Blues (Agram, 1990)
- Complete Recorded Works in Chronological Order 1930–1938, vols. 1–4 (Document, 1991)
- King of the Bottleneck Guitar 1934–1937 (Black & Blue, 1991)
- Blues Classics, vol. 1 (Wolf, 1997)
- Old Original Kokomo Blues (P-Vine, 1997)
- Old Original Kokomo Blues 1934–1938 (EMP, 1998)
- Old Original Kokomo Blues (Catfish, 1999)
- Midnight Blues (History, 2000)
- The Essential Kokomo Arnold (Document, 2001)
- The Story of the Blues (Membran Music, 2004)